# Pseudaletia decolorata
Pseudaletia decolorata là một loài bướm đêm trong họ Noctuidae.